# David Magee
David Magee (* 1962 in Flint, Michigan) ist ein US-amerikanischer Drehbuchautor und Schauspieler.

## Leben
David Magee schloss 1984 sein Studium der Theaterwissenschaften an der Michigan State University ab und graduierte später mit einem Master in Schauspiel an der University of Illinois. Parallel dazu spielte Magee bereits Theater und ging anschließend nach New York, wo er 1998 an einem Intensivprogramm der New York University über das Filmemachen teilnahm.
Sein Schreibhandwerk bildete Magee während seines Schauspielstudiums aus, als er Szenen bekannter Romane umschreiben musste, um sie selbst vorspielen zu können. So war es eines seiner Schauspieltreffen, bei dem er ein eigenes Stück vortrug und von der Filmproduzentin Nellie Bellflower angesprochen wurde, doch die Romanadaption für den Film Wenn Träume fliegen lernen zu schreiben. Magee sagte zu und konnte mit seinem ersten Drehbuch für einen Spielfilm mehrere Auszeichnungen und Nominierungen, darunter eine Oscarnominierung für das Beste adaptierte Drehbuch und eine Nominierung des Golden Globe Award für das Beste Drehbuch, erhalten.

## Filmografie (Auswahl)
- 2004: Wenn Träume fliegen lernen (Finding Neverland)
- 2008: Miss Pettigrews großer Tag (Miss Pettigrew Lives for a Day)
- 2012: Life of Pi: Schiffbruch mit Tiger (Life of Pi)
- 2018: Mary Poppins’ Rückkehr (Mary Poppins Returns)
- 2022: Lady Chatterleys Liebhaber (Lady Chatterley’s Lover)
- 2022: Ein Mann namens Otto (A Man Called Otto)

## Auszeichnung (Auswahl)
Oscar
- 2005: Nominierung für das Beste adaptierte Drehbuch von Wenn Träume fliegen lernen

Golden Globe Award
- 2005: Nominierung für das Beste Drehbuch von Wenn Träume fliegen lernen